# Уваровка (Большереченський район)
Уваровка (рос. Уваровка) — присілок у Большереченському районі Омської області Російської Федерації.
Муніципальне утворення — Чебаклинське сільське поселення. Населення становить 79 осіб.

## Історія
Згідно із законом від 30 липня 2004 року входить до складу муніципального утворення Чебаклинське сільське поселення.

## Населення
| 2002 | 2010 |
| ---- | ---- |
| 132  | ↘79  |